# Aleix Vidal
Aleix Vidal Parreu (Valls, 21 agosto 1989) è un ex calciatore spagnolo, di ruolo centrocampista o difensore.

## Caratteristiche tecniche
Nato calcisticamente come esterno offensivo che giostrava indifferentemente su entrambe le fasce, grazie alla sua duttilità tattica, si è poi imposto durante la sua carriera, come terzino destro, dotato di un'eccellente tecnica individuale e in possesso di una buona velocità, bravo sia nella fase difensiva che in quella offensiva.

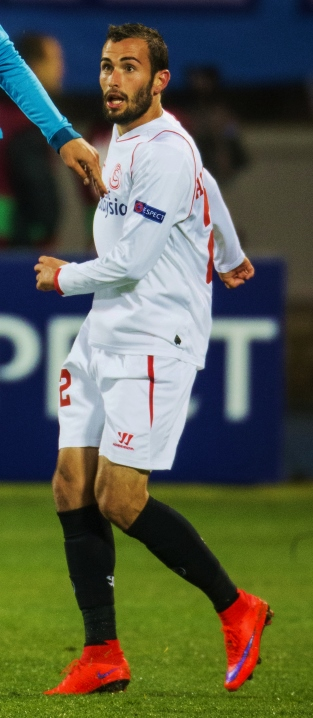
Aleix Vidal in azione con la maglia del Siviglia nel 2015

## Carriera

### Club
Ha giocato complessivamente 70 partite in Segunda Division, la seconda serie spagnola, ottenendo anche una promozione in massima serie con l'Almería nella stagione 2012-2013. Nella stagione 2013-2014 ha esordito in massima serie, sempre con la maglia dell'Almeria, con cui segna anche il suo primo gol in carriera nella Liga.
Il 16 giugno 2014 il giocatore spagnolo si trasferisce al Siviglia per 3 milioni di euro, firmando un contratto quinquennale. Il 7 maggio 2015 realizza una doppietta alla Fiorentina, nella semifinale d'andata di Europa League.
Il 7 giugno 2015 viene acquistato per 17 milioni di euro dal Barcellona, con cui firma un contratto quinquennale. A causa del blocco del calciomercato blaugrana, però, può venire tesserato solamente a partire dal 1º gennaio 2016.
Il 4 agosto 2018 fa ritorno dopo tre anni al Siviglia per 8.5 milioni più 2 di bonus.
Il 28 luglio 2019 passa in prestito annuale all'Alavés.
Terminato il prestito fa ritorno al Siviglia; non trova molto spazio nel corso della stagione, indi per cui il 1º luglio 2021 rescinde il proprio contratto con gli andalusi con un anno d'anticipo.
Il 18 agosto 2021 firma un contratto biennale con l'Espanyol.

### Nazionale
Il 26 maggio 2015 viene convocato per la prima volta in assoluto dalla nazionale spagnola dal commissario tecnico Del Bosque per le gare contro Costa Rica e Bielorussia. L'11 giugno seguente debutta nella sfida amichevole contro la Costa Rica, giocando da titolare per 46 minuti per poi uscire per infortunio.

## Statistiche

### Presenze e reti nei club
Statistiche aggiornate al 26 gennaio 2023.
| Stagione          | Squadra           | Campionato        | Campionato | Campionato | Coppe nazionali | Coppe nazionali | Coppe nazionali | Coppe continentali | Coppe continentali | Coppe continentali | Altre coppe | Altre coppe | Altre coppe | Totale | Totale |
| Stagione          | Squadra           | Comp              | Pres       | Reti       | Comp            | Pres            | Reti            | Comp               | Pres               | Reti               | Comp        | Pres        | Reti        | Pres   | Reti   |
| ----------------- | ----------------- | ----------------- | ---------- | ---------- | --------------- | --------------- | --------------- | ------------------ | ------------------ | ------------------ | ----------- | ----------- | ----------- | ------ | ------ |
| 2007              | Reus Deportiu     | TD                | 1          | 0          | CFE             | 0               | 0               | -                  | -                  | -                  | -           | -           | -           | 1      | 0      |
| 2008-gen. 2009    | Espanyol B        | TD                | 2          | 0          | CFE             | 0               | 0               | -                  | -                  | -                  | -           | -           | -           | 2      | 0      |
| gen.-giu. 2009    | Panthrakikos      | SLE               | 8          | 0          | CG              | 0               | 0               | -                  | -                  | -                  | -           | -           | -           | 8      | 0      |
| 2009-2010         | Gimnàstic         | SD                | 32         | 7          | CR              | 0               | 0               | -                  | -                  | -                  | -           | -           | -           | 32     | 7      |
| 2010-2011         | Maiorca B         | SD                | 36         | 8          | -               | -               | -               | -                  | -                  | -                  | -           | -           | -           | 36     | 8      |
| 2011-2012         | Almería           | SD                | 41         | 5          | CR              | 2               | 0               | -                  | -                  | -                  | -           | -           | -           | 43     | 5      |
| 2012-2013         | Almería           | SD                | 41         | 6          | CR              | 4               | 1               | -                  | -                  | -                  | -           | -           | -           | 45     | 7      |
| 2013-2014         | Almería           | PD                | 38         | 6          | CR              | 4               | 1               | -                  | -                  | -                  | -           | -           | -           | 42     | 7      |
| Totale Almería    | Totale Almería    | Totale Almería    | 120        | 17         |                 | 10              | 2               |                    | -                  | -                  |             | -           | -           | 130    | 19     |
| 2014-2015         | Siviglia          | PD                | 31         | 4          | CR              | 4               | 0               | UEL                | 12                 | 2                  | SU          | 1           | 0           | 47     | 6      |
| 2015-2016         | Barcellona        | PD                | 9          | 0          | CR              | 5               | 0               | UCL                | 0                  | 0                  | -           | -           | -           | 14     | 0      |
| 2016-2017         | Barcellona        | PD                | 6          | 1          | CR              | 4               | 1               | UCL                | 1                  | 0                  | SS          | 1           | 0           | 12     | 2      |
| 2017-2018         | Barcellona        | PD                | 15         | 1          | CR              | 5               | 1               | UCL                | 4                  | 0                  | SS          | 1           | 0           | 25     | 2      |
| Totale Barcellona | Totale Barcellona | Totale Barcellona | 30         | 2          |                 | 14              | 2               |                    | 5                  | 0                  |             | 3           | 0           | 51     | 4      |
| 2018-2019         | Siviglia          | PD                | 11         | 0          | CR              | 2               | 0               | UEL                | 7                  | 0                  | SS          | 1           | 0           | 21     | 0      |
| 2019-2020         | Alavés            | PD                | 29         | 2          | CR              | 0               | 0               | -                  | -                  | -                  | -           | -           | -           | 29     | 2      |
| 2020-2021         | Siviglia          | PD                | 12         | 0          | CR              | 7               | 0               | UCL                | 0                  | 0                  | -           | -           | -           | 19     | 0      |
| Totale Siviglia   | Totale Siviglia   | Totale Siviglia   | 54         | 4          |                 | 13              | 0               |                    | 19                 | 2                  |             | 1           | 0           | 77     | 6      |
| 2021-2022         | Espanyol          | PD                | 31         | 2          | CR              | 3               | 0               |                    | -                  | -                  |             | -           | -           | 34     | 2      |
| 2022-2023         | Espanyol          | PD                | 13         | 0          | CR              | 3               | 0               |                    | -                  | -                  |             | -           | -           | 16     | 0      |
| Totale Espanyol   | Totale Espanyol   | Totale Espanyol   | 44         | 2          |                 | 6               | 0               |                    | -                  | -                  |             | -           | -           | 50     | 2      |
| Totale carriera   | Totale carriera   | Totale carriera   | 356        | 42         |                 | 43              | 2               |                    | 24                 | 2                  |             | 4           | 0           | 427    | 46     |

### Cronologia presenze e reti in nazionale
| Cronologia completa delle presenze e delle reti in nazionale ― Spagna | Cronologia completa delle presenze e delle reti in nazionale ― Spagna | Cronologia completa delle presenze e delle reti in nazionale ― Spagna | Cronologia completa delle presenze e delle reti in nazionale ― Spagna | Cronologia completa delle presenze e delle reti in nazionale ― Spagna | Cronologia completa delle presenze e delle reti in nazionale ― Spagna | Cronologia completa delle presenze e delle reti in nazionale ― Spagna | Cronologia completa delle presenze e delle reti in nazionale ― Spagna |
| Data                                                                  | Città                                                                 | In casa                                                               | Risultato                                                             | Ospiti                                                                | Competizione                                                          | Reti                                                                  | Note                                                                  |
| --------------------------------------------------------------------- | --------------------------------------------------------------------- | --------------------------------------------------------------------- | --------------------------------------------------------------------- | --------------------------------------------------------------------- | --------------------------------------------------------------------- | --------------------------------------------------------------------- | --------------------------------------------------------------------- |
| 11-6-2015                                                             | León                                                                  | Spagna                                                                | 2 – 1                                                                 | Costa Rica                                                            | Amichevole                                                            | -                                                                     | 46’                                                                   |
| Totale                                                                |                                                                       | Presenze                                                              | 1                                                                     |                                                                       | Reti                                                                  | 0                                                                     |                                                                       |

## Palmarès

### Club

#### Competizioni nazionali
- Campionato spagnolo: 2

Barcellona: 2015-2016, 2017-2018
- Coppa di Spagna: 3

Barcellona: 2015-2016, 2016-2017, 2017-2018
- Supercoppa di Spagna: 1

Barcellona: 2016

#### Competizioni internazionali
- UEFA Europa League: 1

Siviglia: 2014-2015

### Individuale
- Squadra della stagione della UEFA Europa League: 1

2014-2015